# Catalina de Bosnia
Catalina Kosača (en bosnio: Katarina Kosača/Катарина Косача; Blagaj, 20 de diciembre de 1425-Roma, 25 de octubre de 1478) fue reina consorte de Bosnia desde mayo de 1446 hasta el 10 de julio de 1461 como la esposa del rey Tomás de Bosnia, el penúltimo soberano de Bosnia. Nació dentro de la poderosa Casa de Kosača, fieles partidarios de la Iglesia bosnia. Su matrimonio en 1446 estuvo arreglado para traer paz entre el rey y su padre, Esteban Vukčić. El reinado de Catalina, quien en aquel punto se había convertido al catolicismo romano, estuvo marcado por una gran construcción de iglesias por todo el país.
Tras la muerte de su esposo en 1461, el rol de Catalina quedó relegado al de reina viuda en la corte de su hijastro, el rey Esteban Tomašević. Dos años después, las fuerzas del Imperio otomano lideradas por Mehmed II invadieron Bosnia y pusieron fin al reino. El hijastro de Catalina fue ejecutado, mientras que los hijos de Catalina con Tomás, Segismundo y Catalina, fueron capturados y llevados a Constantinopla, donde se convirtieron al islam. La reina escapó, refugiándose en Dubrovnik y eventualmente se estableció en Roma, donde recibió una pensión de Sixto IV. Desde allí, luchó para reunirse con sus hijos, pero sus intentos de negociación no dieron resultado. Catalina murió en Roma, habiendo nombrado al Papa como guardián de Bosnia y a sus hijos herederos al trono, si regresaban al catolicismo.
Catalina de Bosnia permanece una de las figuras más importantes en la tradición e historia de Bosnia y Herzegovina. A pesar de que no hay evidencia de que fue beatificada, ha sido venerada por los católicos en Bosnia y Herzegovina, y es vista como un símbolo étnico.

## Primeros años
Catalina fue hija de Esteban Vukčić Kosača, uno de los nobles bosnios más poderosos, gran duque de Bosnia y gobernante de Zahumlia y Travunia. Sus dominios pasaron a ser conocidos como Herzegovina, derivado del título alemán herzog que Esteban adoptó en relación con el ducado de San Sava. La madre de Catalina era Jelena Balšić, hija de Balša III y gobernante de Zeta. Ella fue la primera de las tres esposas de Esteban. Catalina fue la hija primogénita del matrimonio, pero la fecha precisa de su nacimiento es desconocida; 1424 y agosto de 1425 han sido mencionadas por sus biógrafos. También se debate el lugar de su nacimiento entre la fortaleza Sokol o la ciudad de Blagaj, la residencia favorita de Esteban.
Poco se sabe de la vida de Catalina previa a su matrimonio. Es mencionada por primera vez en el testamento de su bisabuela materna, Jelena Lazarević, el 25 de noviembre de 1442, donde le dejó a su bisnieta aretes de oro y un brazalete con forma de serpiente. Esteban era miembro y ferviente partidario de la Iglesia bosnia, mientras que su madre Jelena Balšić era cristiana ortodoxa. Catalina fue criada en la fe de su padre.
En 1443, Tomás de Bosnia asciende al trono. Aunque era hijo ilegítimo, fue designado heredero por Tvrtko II. Pertenecía a la Iglesia bosnia y se casó con Vojača, con quien tuvo un hijo, Esteban Tomašević. Dos años después de su ascenso, Tomás se convirtió al catolicismo romano. La iglesia católica no reconoció como válido su matrimonio con Vojača, y el Papa Eugenio IV le dio permiso para repudiar a su esposa en 1445. La guerra civil entre el rey y el padre de Catalina, que se había librado por el ascenso al trono de Tomás, terminó pronto después. La paz fue sellada por el matrimonio entre el rey y Catalina, un gran honor para Esteban.

## Matrimonio
Una boda católica se llevó a cabo entre el 19 de mayo, cuando Catalina llegó a Milodraž, cerca de Fojnica, acompañada por su padre, y el 22 de mayo de 1446. A la boda asistió una delegación de la República de Ragusa, pero no se pudo acabar con la contienda ya que nobles como Ivaniš Pavlović (primo de Catalina y señor de Bosnia oriental) y Petar Vojsalić (señor de Donji Kraji) decidieron no asistir. La coronación, que debía tomar lugar en Mile, cerca de Visoko, inmediatamente después de la boda, fue aparentemente pospuesta. La nueva reina se había convertido al catolicismo previo a su matrimonio y obtuvo el permiso del Papa Eugenio IV para elegir dos capellanes entre los franciscanos bosnios. El padre de la reina, Esteban Kosača, parece haber contemplado la idea de convertirse al catolicismo pero no lo hizo y permaneció fiel a la iglesia bosnia hasta su muerte.
Catalina resultó ser una ferviente conversa. Ella inició y financió con su dote la construcción de iglesias por toda Bosnia, empezando con una en Kupres en 1447, seguida por iglesias en Krupa na Vrbasu y Jezero; otra iglesia en Jajce fue construida en 1458. En diciembre de ese año, Catalina le escribió una carta al Papa Pío II donde solicitaba que la iglesia de Jajce, construida junto con un monasterio franciscano y un vicariato, llevara el nombre de su homónima, Santa Catalina de Alejandría. Pío aceptó esta petición en una bula datada del 13 de diciembre, concediendo la absolución a todo aquel que visitara la iglesia de la reina Catalina en Navidad o Pascua, o en ciertos días festivos. Otra iglesia construida en Jajce y dedicada a Santa Catalina fue una simple capilla. Las iglesias construidas en Vrbanja, Vranduk, Tešanj y Vrila se le atribuyen a Catalina y su esposo.
El matrimonio tuvo al menos dos hijos. En 1449, el rey Tomás notificó a Ragusa del nacimiento de un hijo varón; es probable que haya sido Segismundo. En 1453, nació una hija llamada Catalina. La reina podría haber tenido otro hijo, que fue enterrado en Meleda. Mavro Orbini, cronista del siglo XVI, creía que el niño era en realidad hijo de Vojača. Si Catalina esperaba que el casamiento de su hijastro con María de Serbia y su ascenso al trono serbio en 1459 permitiría que su propio hijo, Segismundo, se convierta en rey de Bosnia, este plan se vería frustrado cuando Esteban perdió el despotado de Serbia a los otomanos en menos de tres meses, y regresó a la corte bosnia con su esposa.

## Viudez
El rey Tomás murió en el verano de 1461, dejando a una viuda Catalina de 37 años con dos hijos menores. Su hijastro, Esteban Tomašević, ascendió al trono de Bosnia como se esperaba. La relación entre él y Catalina era mala cuando Tomás vivía; tras su muerte, esta mala relación amenazó con debilitar el reino contra sus adversarios, principalmente el Imperio otomano que se extendía rápidamente. Esteban quería arreglar su relación con su madrastra, y le concedió el título y privilegios de reina viuda. Habiéndose asegurado el afecto del rey por su hija, el padre de Catalina se abstuvo de disputar la sucesión y reclamar el trono para su nieto, Segismundo. Es probable que haya preferido que un adulto estuviera en el trono en vez de un niño debido a las amenazas externas. El 1 de diciembre, el gran duque escribió a oficiales venecianos que el rey consideraba a Catalina "como una madre", ya que Vojača había fallecido anteriormente. Aunque se creía que Catalina se había retirado al castillo de Kozograd en Fojnica, no hay evidencia histórica y es probable que la reina haya permanecido en la corte en Jajce como madre del heredero de Esteban.
En 1462, la situación de Catalina empeoró. Su hermano, Vladislao Hercegović, se rebeló contra su padre y buscó el apoyo de los otomanos. El gran duque y el rey prepararon las defensas, pero el rey cometió un grave error al provocar al enemigo y luego ampararse en la ayuda que le brindaría el cristianismo. En la primavera de 1463, el sultán Mehmed II y su ejército marcharon hacia Bosnia. Catalina, quien se cree que estaba viajando hacia el sur del país para visitar a su familia, regresó inmediatamente a su hogar.
Para mayo de ese año, las fortalezas bosnias estaban cayendo rápidamente ante los otomanos. La familia real decidió huir hacia Croacia central y a las costas en varias direcciones para confundir y despistar a los invasores. Catalina permaneció sitiada en el castillo de Kozograd, mientras que sus hijos fueron capturados en Zvečaj y llevados a la capital del imperio, Constantinopla. El rey Esteban fue engañado para rendirse en Ključ, desde donde ordenó a todos sus castellanos que entregaran las fortalezas a los otomanos, pero Kozograd desafió las órdenes del rey. Sus defensores frenaron a los otomanos para permitir que Catalina escapara. Vladislao les informó a los ragusanos que enviaría un barco para buscar a su hermana si esta lograba llegar a la costa. Dos días después, el rey Esteban fue ejecutado por orden de Mehmed II. Catalina cabalgó hacia Konjic y de allí probablemente a Gabela antes de finalmente zarpar en el barco prometido de Vladislao en Ston hacia Lopud, en la República de Ragusa. Las dos reinas, Catalina y María de Serbia, fueron las únicas miembros de la familia real bosnia que consiguieron escapar de los otomanos.

### Refugio en Dubrovnik
Catalina llegó a Lopud en la segunda mitad de junio de 1463. Las autoridades ragusanas, temiendo que la reina pudiera provocar un ataque otomano a la república con su presencia, le negaron la entrada a Dubrovnik hasta el 23 de julio, después de que su padre y hermano emprendieran un contraataque exitoso y lograran que los otomanos se alejaran de las fronteras. A la reina María de Serbia también le negaron la entrada hasta julio. Ya en Dubrovnik, Catalina intentó reclamar el tributo de Ston, pagado anualmente a los reyes bosnios, pero le fue negado el 20 de agosto. Además, decidieron que la renta anual de las casas y propiedades de la familia real bosnia sea guardada en la tesorería ragusana hasta que un heredero legal sea nombrado. El 26 de octubre de 1463, Catalina entregó la espada de su fallecido esposo, Tomás, a Ragusa, dejando órdenes de que sea entregada a su hijo Segismundo si resultaba liberado por los otomanos, o sino a nadie más que a quien la reina designara como heredero. Pronto después se fue de Dubrovnik hacia Slano. Una de las razones por las que Ragusa no quiso aceptar las demandas de Catalina podría haber sido la reconquista de partes de Bosnia por el rey húngaro Matías I, señor de Ragusa, quien intentó revivir el reino bosnio instalando un rey controlado por los húngaros.
La casa de Kosača liberó casi todas sus tierras durante el otoño de 1463. Es probable que Catalina haya regresado a las tierras de su familia, que volvieron a estar bajo ataque otomano en el verano de 1465. Ella y su hermano Vladislao se retiraron a la península de Pelješac hasta que Ragusa les otorgó permiso para asentarse en una de sus islas. Catalina dejó Ragusa permanentemente en septiembre de 1465, pero se desconoce dónde pudo haber vivido, probablemente en Zahumlia o Šibenik. Su padre murió al año siguiente, en 1466.

### Pensión romana
En 1467, Catalina zarpó hacia la península itálica, posiblemente por sugerencia del humanista Leonardo Montagna, quien le dedicó dos poemas a la reina viuda. Desembarcó en Ancona. Para el 29 de octubre, la reina se encontraba en Roma, recibiendo una cuantiosa pensión de los Estados Pontificios. A su llegada, rentó una casa para ella y su séquito que consistía de nobles bosnios que le acompañaron. El 1 de octubre de 1469, la reina se mudó a Pigna, a una casa cerca de la basílica de San Marcos Evangelista. El Papa Sixto IV le entregó una propiedad adyacente al río Tíber.
Catalina fue una figura prominente en la sociedad romana. Su presencia en la boda por poderes del gran príncipe Iván III de Rusia y la princesa bizantina Sofía Paleóloga en 1472, así como su peregrinación a L'Aquila, fueron destacados. Que la reina haya vivido una vida cómoda en Roma se puede deducir por los cronistas que escribieron sobre el séquito de 40 caballeros que la acompañaron en un peregrinaje hacia la basílica de San Pedro para celebrar el año nuevo en 1475.
A pesar de los honores y la seguridad financiera que tuvo, Catalina ansiaba reunirse con sus hijos. Con intenciones de encontrar un representante para negociar con la Sublime Puerta, y para obtener recursos para la liberación de sus hijos, la reina contactó a Luis III Gonzaga, marqués de Mantua, el 23 de julio de 1470. El 11 de febrero de 1474, en una carta dirigida al duque de Milán, Gian Galeazzo Sforza, Catalina le pidió ayuda para llegar a la frontera con el Imperio otomano. Sforza aceptó. En el verano de ese año, la reina se encontraba en Novi, una ciudad en posesión de su familia. Estaba acompañada por la esposa de su hermano Vladislao, Margarita Mazano. Catalina quería la ayuda de este para contactarse con su medio-hermano, Herserkzade Ahmed Pasha, quien se había convertido al islam y era un estadista otomano. No se sabe si la reina logró su cometido, pero en cualquier caso, no pudo reunirse con ninguno de sus hijos. Ambos siguieron los pasos de su tío, se convirtieron al islam, y en el caso de Segismundo, obtuvo también un alto cargo en el Imperio otomano.

## Muerte y entierro
Catalina regresó a Roma y se convirtió en miembro de la Orden Franciscana Seglar, probablemente inspirada por un monje en la basílica de Santa María en Aracoeli. Poco antes de su muerte, en 1478, la reina fue visitada por Nicolás de Ilok, rey de la Bosnia controlada por los húngaros. Él le propuso que le reconociera como legítimo rey e intentó ganarse su favor por varios días, sin éxito. Nicolás luego diría que Catalina se volvió "tan furiosa que parecía un sable afilado".
El 20 de octubre de 1478, Catalina dictó su último testamento, registrado por un sacerdote dálmata, en presencia de siete testigos. Ella expresó su deseo de ser enterrada ante el altar de Aracoeli. Nombró al Papa Sixto IV y a sus sucesores como guardianes de la corona de Bosnia, encomendándoles que coronen a su hijo rey si es que algún día regresara al cristianismo, o sino a su hija Catalina. La mayoría de sus bienes personales fueron heredados por sus cortesanos. La reina decretó que si Segismundo no regresaba a la fe cristiana, la espada del rey Tomás debía pasar al sobrino de ésta, Balša Hercegović, hijo de su hermano Vladislao. Catalina murió cinco días después de dictar su testamento, que fue inmediatamente enviado al Papa junto con la espada y espuelas del rey, el 25 de octubre de 1478, a los 53 o 54 años.
Fue enterrada de acuerdo a sus deseos, pero su tumba fue removida del suelo frente al altar al muro de Aracoeli durante reparaciones en el interior de la basílica en 1590. El epitafio original, que fue destruido en ese entonces, estaba escrito en latín y en bosnio. Sólo el epitafio en latín fue restaurado y puede encontrarse en su tumba hoy.

## Legado

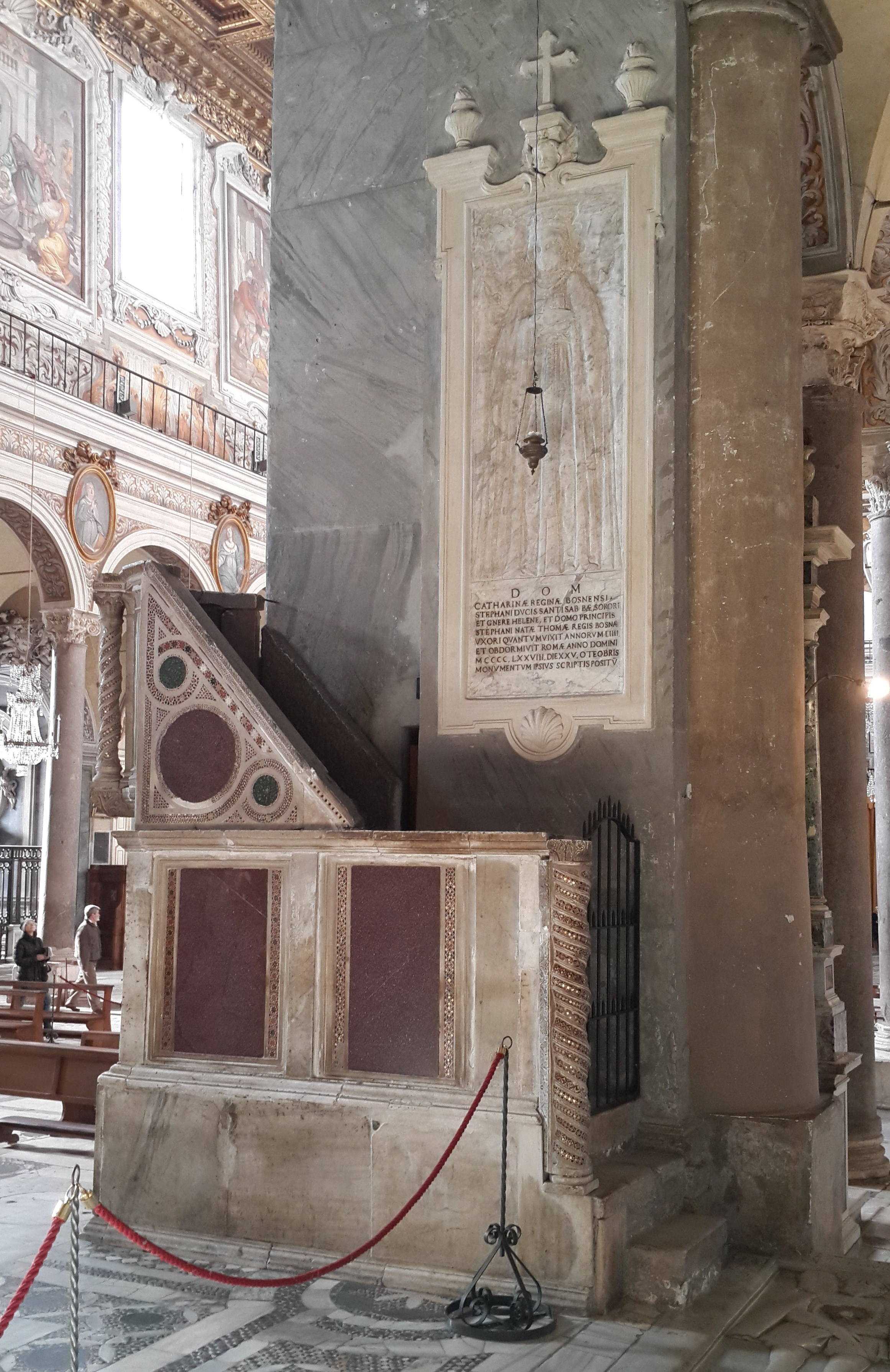
Lápida de Catalina en el muro de Aracoeli.

Junto con el Ban Kulin del siglo XII,  la reina Catalina es uno de los dos personajes principescos que entraron en la tradición popular bosnia. Tradicionalmente se la conoce como "la última reina de Bosnia", erróneamente, ya que su nuera la reemplazó como reina y la sobrevivió. El culto a la reina Catalina, quien fue mencionada por primera vez como beatificada en el Martyrologium franciscanum publicado en París en 1638, originó en la provincia franciscana de Bosnia durante el gobierno otomano. Después de la conquista otomana, la mayoría de los bosnios se convirtieron a la iglesia ortodoxia o al islam, y los franciscanos comenzaron a promover a Catalina como símbolo del estado de Bosnia y de su identidad católica pre-otomana. Esto es particularmente evidente en Bosnia central, donde la tradición popular sobre Catalina es más vívida.
La vida de la reina Catalina ha sido uno de los temas más populares en la historia de Bosnia y Herzegovina, atrayendo también la atención de estudiosos de los países vecinos de Croacia y Serbia. Con el surgimiento del nacionalismo étnico, los historiadores intentaron atribuirle una identidad nacional particular: croata, serbia o bosnia, que es completamente anacrónica a la época medieval.
Debido a su asociación con las dos regiones históricas del mismo nombre, así como a sus estrechos vínculos familiares y personales con el catolicismo, la ortodoxia oriental, el cristianismo bosnio y el islam, la reina Catalina se está convirtiendo cada vez más en un símbolo estatal importante en Bosnia y Herzegovina. El aniversario de su muerte atrae cada año más atención y ahora está marcado con una "misa por la patria". Las escuelas, los centros comunitarios, las instituciones y diversas asociaciones llevan el nombre de la reina. Una delegación oficial de la presidencia de Bosnia y Herzegovina depositó una ofrenda floral en su tumba por primera vez en 2014. Además, Catalina se está convirtiendo en un símbolo transétnico, aunque principalmente entre católicos croatas y musulmanes bosnios. Ambos grupos tienden a reclamarla como exclusivamente suya, como es el caso del resto de la historia medieval de Bosnia, Los líderes políticos y religiosos del tercer grupo, los serbios ortodoxos, también tienden a reclamar la historia medieval bosnia como exclusivamente suya, pero aún no han mostrado un interés significativo en la propia Catalina.